# Alexander Luther (Zoologe)
Alexander Ferdinand Luther  (* 17. Februar 1877 in Helsinki; † 9. August 1970 ebenda) war ein finnischer Zoologe und Entwicklungsbiologe an der Universität Helsinki.
Luther erhielt 1900 seinen Kandidaten-Abschluss an der Universität Helsinki und 1904 sein Lizenziat. 1903 bis 1911 war er Dozent am Zoologischen Museum der Universität und 1917 Kustos. 1918 bis 1947 war er außerordentlicher Professor für Zoologie. Er war auch Direktor der zoologischen Station in Tvärminne.
Er befasste sich unter anderem mit vergleichender Anatomie von Haien und Rochen und mit Land- und Süßwassergastropoden in Finnland sowie Strudelwürmern (Turbellaria).
Von 1905 bis 1907 war er mit einem Stipendium in Heidelberg und München. Von 1912 bis 1914 war er bei Hans Spemann in Rostock zum Studium der Entwicklungsbiologie.
Mit Odo Reuter gab er die Bibliotheca zoologica Fenniæ (in: Acta societatis pro fauna et flora fennica, 1902–1908) heraus.
Er war Ehrenmitglied der Deutschen Zoologischen Gesellschaft und ab 1948 auswärtiges Mitglied der Schwedischen Akademie der Wissenschaften.

## Schriften
- Die Eumesostomien, 1904
- Untersuchungen über die Muskulatur der Haie und Rochen
- Die Dalyelliiden (Turbellaria Neorhabdocoela), Acta Zoologica Fennica 1955